# James Herbert McNair

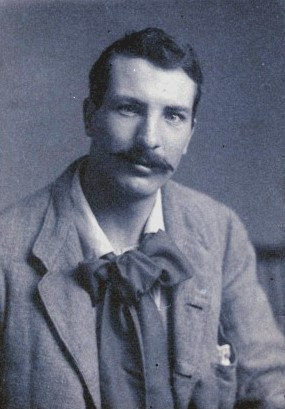
James Herbert McNair

James Herbert McNair (* 23. Dezember 1868 in Glasgow, Schottland; † 22. April 1955 in Innellan, Argyll, Schottland) war ein schottischer Maler und Kunsthandwerker des Jugendstil. James Herbert McNair, seine Ehefrau Frances MacDonald McNair, deren Schwester Margaret MacDonald Mackintosh und deren Schwager, der bekannte Künstler und Architekt Charles Rennie Mackintosh, gehörten der Glasgow School an und bildeten zusammen die Künstlergruppe The Four.

## Leben und Werk

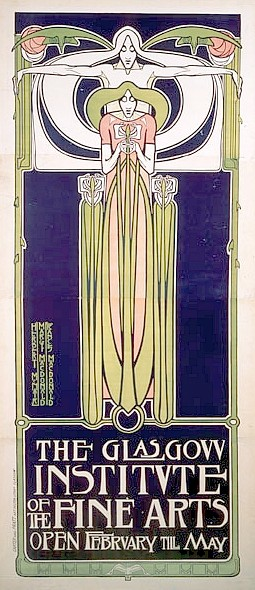
Poster 1895

James Herbert McNair, geboren und aufgewachsen in Glasgow, begann seine künstlerische Laufbahn 1887 mit Studien in Rouen in Frankreich. 1888 nahm er in Glasgow an einem Architekturpraktikum von John Honeyman teil. Von 1888 bis 1889 besuchte der die Abendschule des Glasgow and West of Scotland Technical College. Ab 1888 ließ er sich am Architekturbüro Honeyman & Keppie ausbilden, wo er auf Charles Rennie Mackintosh traf. Ab 1889 besuchte er auch die Abendschule der Glasgow School of Art, wo er zusammen mit Mackintosh die MacDonald-Schwestern Frances und Margaret kennenlernte, deren Kunstverständnis in Inhalt, Technik und Form ihrer Auffassung entsprach.
Bald bildeten die vier eine kreative Allianz und stellten 1894 erstmals ihre avantgardistische neue Kunst vor, die große Aufmerksamkeit erregte und sie als The Four bekannt machte. Gemeinsam prägten sie im Arts and Crafts Movement den Glasgow Style und übten später großen Einfluss auf die Entwicklung des Jugendstils aus. 1895 verließ McNair die Glasgow School of Art, beendete die Ausbildung bei Honeyman & Keppie und gründete ein unabhängiges Studio in Glasgow, wo er aber nicht als Architekt, sondern als Maler, Grafiker und Kunsthandwerker schöpferisch tätig wurde. 1898 feierte er mit einer Ausstellung seiner Aquarelle in London große Erfolge.
Am 14. Juni 1899 heiratete James Herbert McNair seine langjährige Freundin Frances MacDonald. Gemeinsam gingen sie nach Liverpool, wo McNair an der School of Architecture and Applied Art unterrichtete. Das Paar entwarf die Innenräume ihrer Wohnung in der Oxford Street 54 und stellte ein Lady’s Writing Room auf der Internationalen Ausstellung für moderne dekorative Kunst in Turin aus. Frances begann auch zu unterrichten und entwickelte bemerkenswerte Fähigkeiten in Schmuck- und Textilhandwerk. Am 18. Juni 1900 wurde ihr Sohn Sylvan geboren.
Die Schließung der Architekturschule 1905 führte zu einem allmählichen Niedergang in der künstlerischen Laufbahn des Paares. Dazu kamen finanzielle Ausfälle aufgrund von Fehlinvestitionen. Zusammen mit einem Kollegen hatte McNair die Gründung einer Kunstschule versucht, musste diese aber bald wieder schließen. 1908 zog das Paar schließlich wieder zurück nach Glasgow. Ihre Ausstellungen waren allerdings erfolglos, so dass sie nach 1912 keine weiteren unternahmen. Von McNair sind ab 1911 bis zu seinem Tod 1955 keinerlei künstlerischen Arbeiten mehr überliefert.
1913 reiste das Paar nach Kanada, kehrte aber 1914 vor Ausbruch des Ersten Weltkrieges wieder nach Schottland zurück. Nach dem Tod seiner Frau 1921 vernichtete McNair einen Großteil ihrer Werke. In den frühen 1920er Jahren betrieb McNair zusammen mit seinem Sohn Sylvan eine Autowerkstatt in Linlithgow. Ende der 20er Jahre emigrierte Sylvan nach Rhodesien. McNair zog nach Argyll, wo er 1955 in Innellan starb. Die meisten seiner Bilder befinden sich heute an der Hunterian Museum and Art Gallery in Glasgow und in der Walker Art Gallery in Liverpool.

## Ausstellungen
- 1894: Teilnahme an der Herbstausstellung des Glasgow-School-of-Art-Club
- 1895: Ausstellung im Salon de l’Art Nouveau in Paris
- 1895: Ausstellung im Queen’s Rooms in Glasgow
- 1896: Ausstellung am Royal Aquarium in London
- 1896: Teilnahme an der Herbstausstellung der Walker Art Gallery in Liverpool
- 1897: Teilnahme an der Herbstausstellung der Walker Art Gallery in Liverpool
- 1898: Ausstellung an der Gutekunst Gallery in London
- 1899: Ausstellung auf der 3. Biennale di Venezia
- 1899: Ausstellung an der International Society of Sculptors, Painters and Gravers in London
- 1900: Teilnahme an der 8. Ausstellung der Wiener Secession
- 1900: Teilnahme an der Educational Exhibition in Liverpool
- 1901: Teilnahme an der Internationalen Kunstausstellung in Dresden
- 1902: Teilnahme an der Internationalen Ausstellung für moderne dekorative Kunst in Turin
- 1906: Ausstellung an der Liverpool Academy
- 1908: Ausstellung in den Sandon Studios in Liverpool
- 1908: Ausstellung an der Allied Artists Association in London
- 1909: Ausstellung an der  Allied Artists Association in London
- 1911: Ausstellung in den Sandon Studios in Liverpool
- 1911: Ausstellung in der Baillie Gallery in London
- 1912: Ausstellung in den Sandon Studios in Liverpool